# Kubu (stato)
Il regno di Kubu (in lingua aceh: Kerajaan Kubu) fu uno stato principesco esistito nell'attuale Indonesia dal 1772 sino al 1950.
Lo stato copriva l'area dell'attuale Reggenza di Kubu Raya, nel Kalimantan Occidentale, in Indonesia. 

## Storia
La storia del regno di Kubu è strettamente correlata alla storia del sultanato di Pontianak. La storia locale ricorda l'arrivo di un piccolo gruppo di 45 persone tra avventurieri e mercanti provenienti dall'Arabia, area di Hadramut, che attraccarono nel Seicento nell'area del regno nella speranza di stabilirvi un avamposto commerciale in Estremo Oriente. Il primo sovrano a costituire un regno in loco fu Syarif Idrus Al-Idrus che si imparentò col sultano di Pontianak e portò la sua capitale a sudovest dell'isola del Borneo, presso la foce del fiume Terentang.
In particolare durante il primo Ottocento, il regno stabilì ottimi rapporti commerciali con il Regno Unitoed in particolare con sir Thomas Stanford Raffles governatore generale di Singapore. La situazione cambiò drasticamente quando sull'isola tornarono i coloni olandesi che l'avevano già in parte sottomessa nel Settecento. A fronte dell'accordo anglo-olandese del 1823, infatti, l'isola e quindi l'area del regno di Kubu passò sotto l'influenza dei Paesi Bassi. La situazione con gli olandesi divenne a tal punto tesa che nel 1911 il governo coloniale dei Paesi Bassi decise di rimuovere re Syarif Abbas Al-Idrus dal suo trono col sostegno del cugino di questi, Syarif Zainal Al-Idrus.
Nel 1921 salì al potere Sharif Salih, il quale rimase in carica sino al 1943 con lo sbarco in Indonesia delle truppe giapponesi durante la seconda guerra mondiale. Le autorità giapponesi, che avevano incontrato la resistenza di Sharif Salih, decisero di sostituirlo con suo fratello minore, Syarif Hassan, il quale rimase in carica sino alla definitiva abolizione del regno ed alla sua integrazione nella repubblica indonesiana nel 1950. Lo stato rimase riconosciuto come entità culturale, ma senza più effettivi poteri a livello territoriale.

## Sovrani di Kubu
- 1772 - 1795 : Sayyid Idrus
- 1795 - 1829 : Syarif Muhammad
- 1829 - 1841 : Syarif 'Abdul Rahman
- 1841 - 1864 : Syarif Ismail
- 1864 - 1871 : Syarif Hassan I

Interregno
- 1900 - 1911 : Syarif 'Abbas
- 1911 - 1921 : Syarif Muhammad Zainal Idrus
- 1921 - 1943 : Syarif Salih
- 1943 - 1950 : Syarif Hassan II